# 1467年—1469年莫斯科—喀山战争
1467年至1469年的莫斯科—喀山战争（俄語：Первая Казань）是莫斯科大公国與喀山汗國之間爆發的武裝衝突。最終莫斯科大公国獲勝，兩國簽署和平協議。